# Der Prinz von Pennsylvania
Der Prinz von Pennsylvania (The Prince of Pennsylvania) ist eine US-amerikanische Filmkomödie von Ron Nyswaner aus dem Jahr 1988 mit Fred Ward, Keanu Reeves, Bonnie Bedelia und Amy Madigan in den Hauptrollen.

## Handlung
Der Teenager Rupert Marshetta lebt in einer kleinen Bergbaustadt in Pennsylvania. Er ist das schwarze Schaf der Familie, fühlt sich stets missverstanden und ist unglücklich, denn seine Familie ist zerrüttet. Seine Eltern streiten sich nur noch und seine Mutter Pam hat einen Liebhaber.
Sein Vater Gary will, dass Rupert, wie er selbst, im Bergbau arbeitet. Einmal sagte Gary, er sehe sich selbst als König von Pennsylvania, seine Frau als Königin und Rupert als Prinz, der sein Königreich erben werde. Seine Mutter Pam erwartet dagegen, dass Rupert ein ehrgeizigeres Ziel verfolgt, aber er hat die High School abgebrochen, weil er einfach nicht zu den anderen Teenagern in seiner Stadt passt.
Rupert ist in eine ältere Frau verliebt, die freigeistige Carla, die einen etwas heruntergekommenen Eiskiosk am Straßenrand betreibt. Carla hat auch eine kleine Tochter mit ihrem Ex-Freund Joe, die aber bei ihrer Mutter in Sacramento lebt. Um mit Carla zusammenbleiben zu können, würde er am liebsten mit ihr aus der Stadt fliehen, da ihm aber das nötige Startkapital fehlt, plant er seinen Vater zu entführen. Da dieser ein Stück Land im Wert von 200.000 Dollar besitzt, das er von seinem Vater geerbt hat, sollte das Lösegeld aufzubringen sein.
Die Entführung gelingt und Gary wird in einem Wohnwagen festgehalten. Rupert weiht auch seine Mutter ein, die sich bereit erklärt, mitzumachen, da Rupert ihr die Hälfte des Geldes überlassen will, damit sie ebenfalls ein neues Leben beginnen kann. Rupert erfährt, dass Gary das Land bereits vor einer Woche verkauft und das Bargeld irgendwo deponiert hat. Auf der Suche danach fällt ihm die mobile Toilette am Bergwerk auf, die neuerdings mit Ketten verschlossen ist. Daher nimmt er an, dass sein Vater hier das Geld versteckt hat. Er besorgt sich Dynamit, um die Toilette zu sprengen, aber bevor es dazu kommt, erscheinen Bergarbeiter und Polizisten, die alle auffordern die Mine zu verlassen, da eine hohe Methangaskonzentration jeden Moment eine Explosion auslösen kann. Während Gary seinen Sohn in Sicherheit bringen kann, wird Carla vermutlich bei der Explosion getötet.
Die extremen Ereignisse haben dazu geführt, dass sich Gary und Pam wieder versöhnen. Obwohl auch Rupert seinen Vater durch der Entführung besser kennen und verstehen gelernt hat, verlässt er sein zu Hause und stellt überrascht fest, dass Carla noch lebt. Auch sie hat sich mit Joe versöhnt und sie reisen nach Sacramento, um ihrer Tochter näher zu sein. Rupert umarmt Carla zum Abschied und sagt, er freue sich darauf, ihre Tochter eines Tages zu treffen. Nachdem Carla und Joe weggefahren sind, geht Rupert die Straße entlang und trifft auf eine einsame Motorradfahrerin, der er vor einigen Tagen schon einmal begegnet war. Er nimmt ihr Angebot einer Mitfahrgelegenheit nach Pittsburgh an und fährt mit ihr davon.

## Kritiken
Roger Ebert schrieb in der Chicago Sun-Times vom 28. Oktober 1988, der Film gehöre zu einer in den letzten Jahren häufigen Art: Er zwinge realistische Charaktere in eine absurde Handlung und erwarte vom Publikum, es würde die Handlung akzeptieren, weil die Charaktere glaubwürdig seien. Wären die Charaktere so klug wie sie wirken würden, hätten sie ihre Leben als „manipulierte Fiktion“ erkannt. Ebert schrieb weiterhin, wenn er einen dreidimensionalen Charakter in einem derart „offensichtlich künstlichen und albernen“ Film sehe, wundere er sich, warum der Charakter dem Drehbuchautor nicht sage, das Drehbuch dorthin zu stecken, wo die Sonnenstrahlen nicht ankommen würden. („When I see a convincing, three-dimensional human being doing something in a movie that is obviously artificial and silly, I wonder why he doesn't simply tell the screenwriter to shove his screenplay where the sun don't shine.“) Der Kritiker bemängelte weiterhin das Fehlen der Logik, wobei er Formulierungen wie „gehirnlos“ verwendete und den Film mit einer „gekünstelten Sitcom“ verglich.
Das Lexikon des internationalen Films schrieb, der Film löse nicht überzeugend dramaturgisch den Konflikt zwischen dem Vater und den Sohn auf. Er gefalle „durch seine authentische Milieuschilderung, das einfühlsame Spiel von Keanu Reeves und einige prägnante Nebenrollen“.
Die Zeitschrift Cinema schrieb, der als eine Tragikomödie bezeichnete Film sei „eine schrullige schwarze Komödie mit etlichen bemerkenswerten Einzelszenen, die aber leider nur schlecht ineinandergreifen“.

## Auszeichnungen
Ron Nyswaner wurde im Jahr 1988 für den Kritikerpreis des Deauville Film Festivals nominiert. Bonnie Bedelia, Amy Madigan in der Kategorie Beste weibliche Nebendarstellerin sowie Ron Nyswaner, Joan Fishman und Kerry Orent in der Kategorie Bestes Debüt wurden im Jahr 1989 für den Independent Spirit Award nominiert.

## Hintergrund
Der Film wurde in Houston (Pennsylvania), Mars, Slovan und Zelienople bei Butler gedreht. Er hatte seine Weltpremiere am 11. September 1988 auf dem Toronto International Film Festival.